# Фавероль (порода курей)

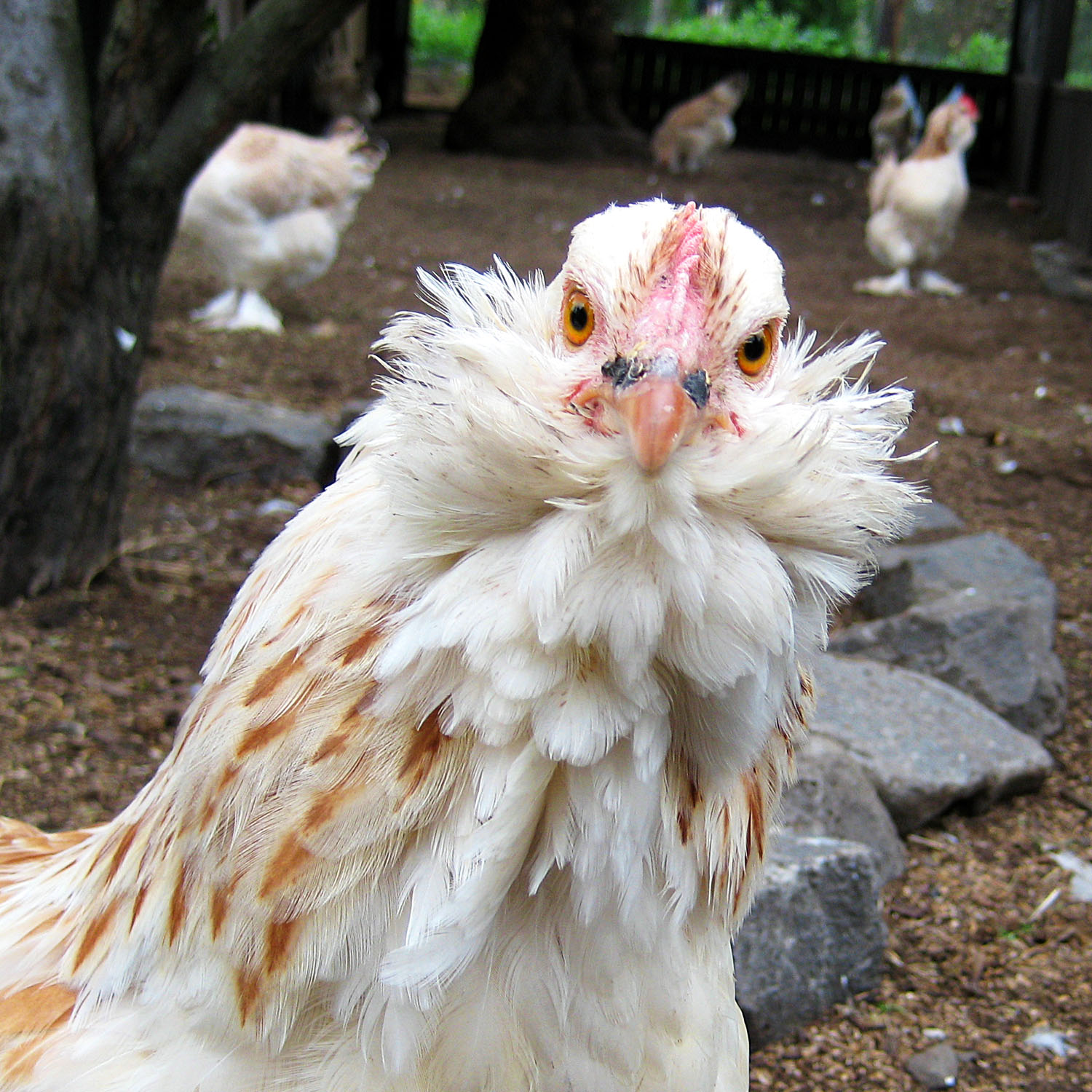
Оранжево-рожева курка породи фавероль

Фавероль (фр. Faverolles) — порода курей, що виведена у Франції. Батьківщиною породи є містечко Фавероль (департамент Ер і Луар) у центрі Франції. Фавероль спочатку розводили у Франції як м'ясну породу, але тепер вона переважна демонструється на виставках. Фавероль виведена на базі порід гудан, брама, кохінхін і сріблястий доркінг.

## Історія
Породу вивели в XVIII столітті, в невеликому французькому містечку Фавероллез. Спочатку метою виведення було отримання високоякісного м'яса для бульйонів. Нова порода, виведена селекціонерами шляхом схрещування курей гудан, мантських, кохінхін і доркінг, отримала своє ім'я в 1866 р. Стандарти породи були прийняті рівно через 20 років.  
Спочатку курей даної породи можна було зустріти виключно в маленьких домашніх господарствах, де вони розводились як досить таки ексклюзивна порода. Через таку невелику поширеність, їх м'ясо цінувалося дуже високо, і приватні фермери заробляли величезні гроші, продаючи таку курятину в дорогі ресторани.
Роботу над породою продовжували англійські і німецькі вчені. У XIX столітті німці вивели новий підвид породи — лансхюнер, що перекладається як «лососева курка». Саме цей підвид має ту надзвичайну красу, за яку так люблять фавероль.

## Екстер'єр
Зазвичай забарвлення помаранчево-рожевого кольору. У них по п'ять пальців на лапах, а також борідка і гребінець на голові. У самиць чубчик переважно коричневого і кремово-білого відтінків.
Півні темніші, з чорним, коричневим і блідо-жовтими пір'ям. Існують також інші варіації забарвлення — білі, чорні, плямисті і сині. У курей цієї породи, що мають хороший шар пір'я, який захищає їх від зимових температур, яйця середньої величини світло-коричневого до рожевого відтінків. Вживання фавероля у кашруті було під питанням через їх відмінність від звичайних курей. 

## Темперамент
Характер у фавероль досить мирний, злегка флегматичний. Вони схильні до приручення, здатні впізнавати господаря. Добре уживаються з іншими пернатими, не виявляють агресії, однак їх рекомендують утримувати окремо від буйних птахів, щоб ті не нашкодили їм.